# Iwan Włodzimierzowic
Iwan Włodzimierzowic (ur. 1381, zm. 7 października 1422) - książę sierpuchowski z dynastii Rurykowiczów.
Był synem Włodzimierza Chrobrego, księcia borowsko-sierpuchowskiego i moskiewskiego, i Heleny Olgierdówny, księżniczki litewskiej.
W 1401 poślubił Wasylissę, córkę Fiodora, księcia riazańskiego. Dzieckiem Wasylissy i Iwana była Maria, żona Aleksandra, księcia rostowskiego.